# Bud Shank
Clifford Everett « Bud » Shank Jr. (27 mai 1926 – 2 avril 2009) est un saxophoniste et flûtiste américain de jazz.
Bud Shank réalise en 1953 avec le guitariste  brésilien Laurindo Almeida un album innovant (Laurindo Almeida Quartet featuring Bud Shank) mélangeant jazz et musique brésilienne qui est, de l'avis du célèbre critique de jazz Leonard Feather et d'autres spécialistes, le précurseur et le prototype de la bossa nova,,, même s'il n'est pas encore de la bossa nova au sens strict du terme et doit plutôt être qualifié de « samba-jazz », selon Almeida lui-même,,.
Avec cet album, Laurindo Almeida et Bud Shank méritent d'être reconnus comme les pionniers de la fusion de la musique brésilienne et du jazz et comme les premiers musiciens de jazz à avoir joué des sambas brésiliennes, cinq ans avant Antônio Carlos Jobim, cofondateur de la bossa nova, et huit ans avant les premiers morceaux de bossa nova américaine de Dizzy Gillespie, Herb Ellis et Herbie Mann à l'automne 1961, et le fameux album au succès planétaire Jazz Samba enregistré en 1962 par Charlie Byrd et Stan Getz,,,,.
L'album Laurindo Almeida Quartet featuring Bud Shank a influencé Jobim et l'a « aidé à trouver dans quelle direction aller ».

## Biographie

### Jeunesse
Clifford Everett Shank naît à Dayton dans l'État de l'Ohio aux États-Unis et est surnommé « Bud » dans son enfance. Alors qu'il a une dizaine d'années il s'initie à la clarinette puis vers 14 ans débute au saxophone. De 1944 à 1946, il fait des études à l'Université de Caroline du Nord à Chapel Hill où il suit des cours sur le commerce et la musique. À cette période, il apprend à composer et faire des arrangements aux côtés du trompettiste Shorty Rogers,. Il quitte ses études pour jouer du jazz sur la côte Ouest et en 1947 rejoint le groupe du saxophoniste Charlie Barnet jusqu'en 1948, joue avec Art Mooney l'année suivante, puis accompagne le pianiste Stan Kenton de 1950 à 1951.

### Almeida  et Shank, précurseurs de la bossa nova dès 1953
Lorsque Stan Kenton tombe malade et dissout son big band, le guitariste brésilien Laurindo Almeida se lie avec Bud Shank, avec le bassiste Harry Babasin et avec le batteur Roy Harte. Le jeune producteur Richard Bock, fondateur du label Pacific Jazz Records, leur demande d'enregistrer un disque,. Shank est enthousiaste mais ne sait trop que faire,. Almeida suggère alors « Et bien, marions nos musiques et voyons ce qui se passe »,. Shank et Babasin jouent tous deux un rôle très important dans l'élaboration de l'aspect jazz de l'album, et en avril 1953 le quatuor enregistre ce disque innovant dans lequel il mélange le jazz et la samba brésilienne,,.
Almeida baptise ce nouveau style « samba-jazz ».
Deux disques vinyle de format 10 pouces intitulés Laurindo Almeida Quartet, featuring Bud Shank et Laurindo Almeida Quartet, featuring Bud Shank Vol. 2 sont publiés en 1954, combinés en 1961 en un album de format douze pouces intitulé Brazilliance publié sur le label Pacific Jazz Records,.
Almeida et Shank reprennent leur collaboration « samba-jazz » en enregistrant en mars 1958 Holiday in Brazil, un album qui est légèrement antérieur à la fondation de la bossa nova par Antônio Carlos Jobim, Vinícius de Moraes et João Gilberto, marquée officieusement par l'album Canção do amor demais composé par Jobim et de Moraes et enregistré par la chanteuse Elizeth Cardoso en mai 1958, et officiellement par l'album Chega de saudade de João Gilberto paru en 1959,,,,,. Holiday in Brazil précède par ailleurs de plus de trois ans les premiers morceaux de bossa nova américaine enregistrés par Dizzy Gillespie et Herb Ellis à l'automne 1961, et le fameux album au succès planétaire Jazz Samba enregistré en février 1962 par Charlie Byrd avec l'aide de Stan Getz,,,,.
Après Holiday in Brazil, rebaptisé plus tard Brazilliance Volume 2, vient enfin en 1959 Latin Contrasts,, parfois appelé Brazilliance Volume 3, qui est un disque de Bud Shank avec des arrangements d'Almeida.

### Jazz West Coast
Shank se produit régulièrement entre 1953 et 1956 au célèbre club Lighthouse Cafe situé à Hermosa Beach jouant à la flûte en particulier avec Stan Kenton ainsi que Howard Rumsey et son groupe les Lighthouse All Stars.
Installé à Los Angeles au début des années 1950, il participe aux côtés du saxophoniste Gerry Mulligan à l'émergence du jazz West Coast et avec lequel il se fait connaître.
En 1956, Shank crée un quartet avec le pianiste Claude Williamson.

### Carrière ultérieure
Dans les années 1960, Shank se consacre aux enregistrements en studio parmi lesquels on compte le très connu solo de flute sur California dreaming pour le quartet The Mamas and the Papas, Il sort des albums avec Sergio Mendes ou encore le trompettiste Chet Baker. Il accompagne également le sitariste Ravi Shankar. En 1974, il forme un groupe nommé L. A. Four avec Almeida, le contrebassiste Ray Brown et le batteur Shelly Manne.
Vers le milieu des années 1980, il délaisse la flûte pour jouer exclusivement du saxophone alto,.
Dans les années 1990, Bud Shank enchaîne les tournées, enregistrements en studio et participations dans différents festivals et clubs. Il forme en 2005 le groupe Bud Shank Big Band avec lequel il enregistre Taking the Long Way Home.
Peu après son retour d'un studio d'enregistrement, le 2 avril 2009, Shank meurt d'une embolie pulmonaire, chez lui à Tucson dans l'Arizona où il s'était installé les dernières années de sa vie en raison de sa santé.

## Discographie

### En tant que leader
- Laurindo Almeida Quartet featuring Bud Shank (Brazilliance Volume 1) (1953) avec Laurindo Almeida
- Bud Shank and three trombones (1954) Pacific Jazz – avec Bob Cooper, Shelly Manne, Maynard Ferguson, Claude Williamson, Bob Enevoldsen, Joe Mondragon
- Bud Shank with Shorty Rogers (1954) Pacific Jazz
- Bud Shank and Bill Perkins (1955-58) Pacific Jazz
- Bud Shank Quintet (1955) Nocturne Records
- Cool Fool (1954 and 1955) – avec Maynard Ferguson et Bob Brookmeyer
- Theme Music from The James Dean Story (1957) – avec Chet Baker
- Holiday In Brazil (Brazilliance Volume 2) (1958) avec Laurindo Almeida
- Blowin' Country (1958) Pacific Jazz – avec Bob Cooper
- Slippery When Wet (1959) Pacific Jazz
- New Groove (1961) Pacific Jazz
- Barefoot Adventure (soundtrack) (1962) Pacific Jazz
- Bossa Nova Jazz Samba (1962) Pacific Jazz – avec Clare Fischer
- Brasamba (1963) Pacific Jazz – avec Clare Fischer and Joe Pass
- All Through the Night: Julie London Sings the Choicest of Cole Porter (1965)
- Michelle (featuring Chet Baker) (1966) Pacific Jazz
- Magical Mystery (1967)
- Windmills of Your Mind (1969) Pacific Jazz
- Crystal Comments (1979) flute and two pianos – avec Alan Broadbent
- Drifting Timelessly (1990) – avec the Roumanis String Quartet
- A Flower Is a Lovesome Thing (1992) – avec Bob Cooper and the Netherlands Metropole Orchestra
- By Request: Bud Shank Meets the Rhythm Section (1997) – Muse Records quartet led by Shank on alto
- On the Trail on Raw (2003) Bud Shank Sextet – avec Conte Candoli, Jay Thomas, Bill Mays, Bob Magnusson, Joe LaBarbera.
- Taking the Long Way Home on Jazzed Media (2006) – son premier album en tant que leader d'un big band, avec des arrangements de Bob Florence et d'autres. (Shank est le soliste).
- Beyond the Red Door on Jazzed Media (2007) – Shank joue de l'alto saxophone en duo avec le pianiste Bill Mays.
- Fascinating Rhythms on Jazzed Media (2009) – Le dernier album de Shank en tant que leader de son quartet, enregistré en janvier 2009. Les membres du quartet sont Bud Shank (alto sax), Bill Mays (piano), Bob Magnusson (contrebasse), Joe LaBarbera (batterie).

### En tant que sideman
Avec Chet Baker
- Witch Doctor (Contemporary, 1953 [1985])
- The Trumpet Artistry of Chet Baker (Pacific Jazz, 1954)
- Chet Baker & Strings (Columbia, 1954)
- Chet Baker Sings and Plays (Pacific Jazz, 1955)
- Chet Baker Big Band (Pacific Jazz, 1956)

Avec Maynard Ferguson
- Maynard Ferguson's Hollywood Party (EmArcy, 1954)
- Dimensions (EmArcy, 1955)

Avec Patti Page
- In the Land of Hi-Fi (EmArcy, 1956)

Avec Ravi Shankar
- Improvisations (1962)

Avec Laurindo Almeida
- Brazilliance Vol. 3 (World Pacific, 1963)

Avec Clare Fischer
- Extension (Pacific Jazz, 1963)

Avec Sérgio Mendes
- Brasil '65 (1965)

Avec The Mamas & the Papas
- "California Dreamin' " (RCA Victor, 1965)

Avec The Mystic Moods Orchestra
- One Stormy Night (Philips, 1966)

Avec Lalo Schifrin
- Music from Mission: Impossible (Dot, 1967)
- There's a Whole Lalo Schifrin Goin' On (Dot, 1968)
- More Mission: Impossible (Paramount, 1968)
- Mannix (Paramount, 1968)
- Bullitt (soundtrack) (Warner Bros., 1968)
- Che!#Soundtrack (soundtrack) (Tetragrammaton, 1969)
- Kelly's Heroes#Musical score and soundtrack (soundtrack) (MGM, 1970)

Avec Gábor Szabó et Bob Thiele
- Light My Fire (Impulse!, 1967)

Avec Hugo Montenegro (flute)
- Colours of Love (1970)

Avec Ron Elliott
- The Candlestickmaker (1970)

Avec Gene Clark
- Roadmaster] (1972)
- Firebyrd (1984)

Avec Harry Nilsson
- Duit on Mon Dei (1975)

Avec Boz Scaggs
- Silk Degrees (1976)

Avec The Charlie Byrd Trio
- Brazilville (1981)